# Robert Vogel (Politiker)
Robert Vogel (* 8. Juni 1919 in Hamburg; † 18. September 2008, ebenda) war ein Hamburger Unternehmer, Milliardär und Politiker (FDP) sowie Mitglied der Hamburgischen Bürgerschaft.

## Leben

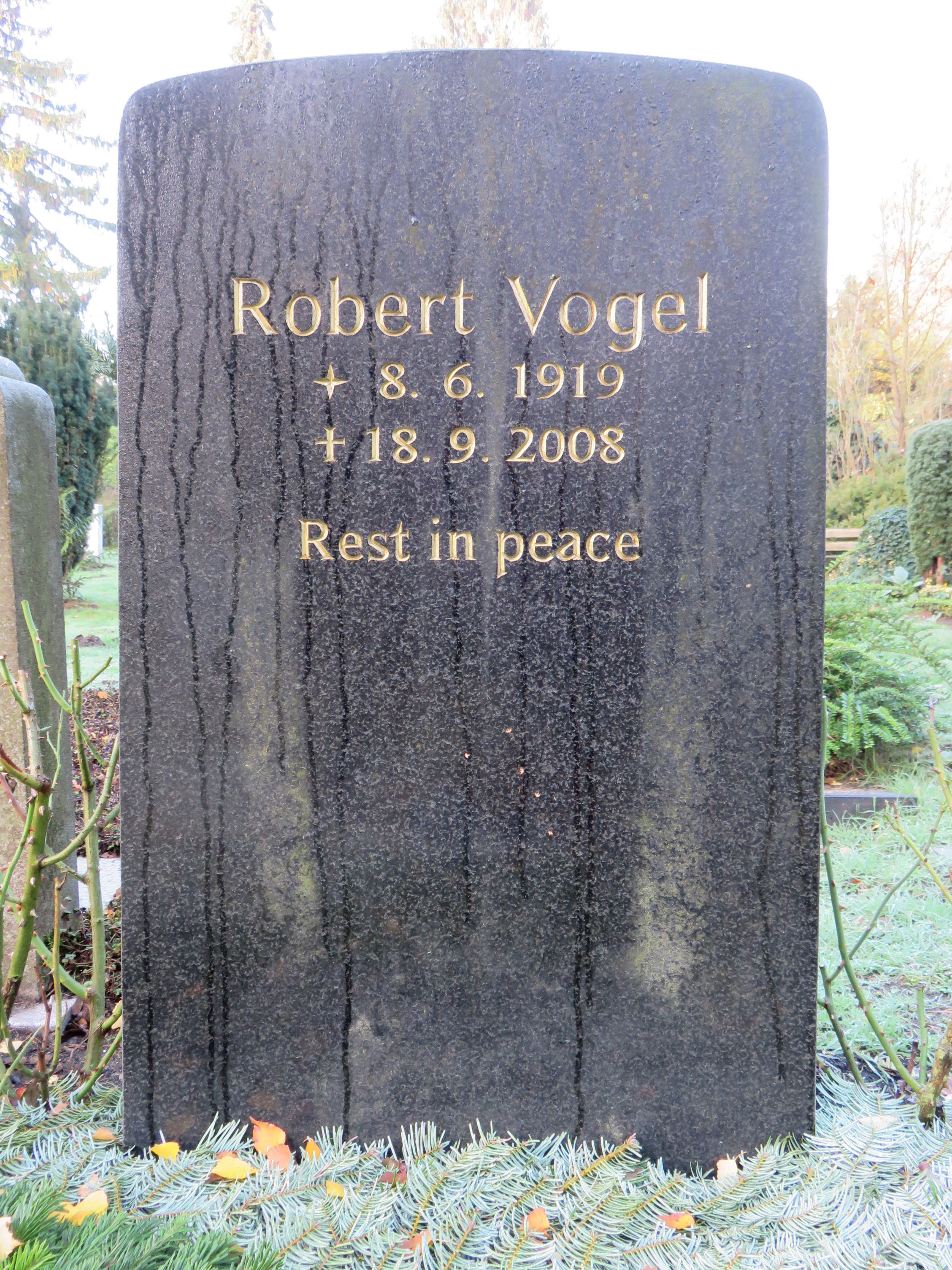
Grabstein Robert Vogel auf dem Friedhof Ohlsdorf

Vogel war gelernter Kaufmann und arbeitete in der Wohnungswirtschaft. Er gründete 1951 das Wohnungsunternehmen Anna M.M. Vogel, eines der Unternehmen, die später zur Robert Vogel GmbH & Co Kommanditgesellschaft werden sollte. Robert Vogel leitete dieses Unternehmen bis 2003.
Sein Grab befindet sich auf dem Ohlsdorfer Friedhof in Hamburg bei Planquadrat (AA 5 nordwestlich vom Nordteich am Beginn der Norderstraße).

## Politik
Vogel trat 1963 der FDP bei. Von 1987 bis 1993 gehörte er der Hamburgischen Bürgerschaft an und war dort in der 14. Wahlperiode für seine Fraktion im Ausschuss für Hafen, Wirtschaft und Landwirtschaft sowie im Ausschuss für die Situation und die Rechte der Ausländer tätig. Nach der Wahl Ingo von Münchs zum Zweiten Bürgermeister der Freien und Hansestadt Hamburg wurde Vogel 1987 zu dessen Nachfolger als Hamburger FDP-Landesvorsitzender in einer Kampfabstimmung gegen Rainer Funke gewählt. Er übte dieses Amt bis 1993 aus, als er mit dem gesamten Landesvorstand nach einer verlorenen Vertrauensabstimmung auf dem Landesparteitag zurücktreten musste. Von 1989 bis 1995 gehörte Vogel auch dem FDP-Bundesvorstand an.